# Carlos Paniagua
Carlos Paniagua (Medellín, Colombia, 25 de noviembre de 1962) es un exfutbolista y director técnico de fútbol colombiano. Actualmente es el entrenador de la Selecciones Colombia femeninas sub-20 y sub-17.

## Trayectoria

### Como futbolista
La carrera de Carlos Paniagua en el fútbol inició en la rama aficionada con las Selecciones Antioquia en 1981, y en 1984 comenzó a entrenar con el Independiente Medellín, jugando en el Torneo de Reservas. Su debut profesional fue en 1985 bajo las órdenes de Julio Comesaña. Sin embargo, una delicada lesión de rodilla le hizo retirarse de la actividad en 1986.

#### Inicios como asistente técnico
Paniagua estudió en el Politécnico Colombiano Jaime Isaza Cadavid la carrera de Tecnología Deportiva, mientras entrenaba a clubes aficionados de Medellín. En 1995 fue nombrado como técnico de la categoría juvenil del Deportivo Antioquia, siendo asistente técnico de Carlos ‘Pachamé’ Rendón en la temporada 1995-96. Posteriormente, fue asistente técnico de Carlos Mario Hoyos en Atlético Bucaramanga e Itagüí F.C.

## Como entrenador
En 1999 asumió como técnico en propiedad del Itagüí F. C. quedando muy cerca de conseguir el ascenso al quedar en el segundo puesto de la Primera B 1999. En el Campeonato colombiano 2000 dirigió un semestre al Atlético Bucaramanga. Entre 2001 y 2003, después de capacitarse en Argentina, dirige el fútbol aficionado de Antioquia. Entre 2005 y 2009 dirige a las selecciones Antioquia de varias categorías infantiles y juveniles, dirigiendo a jugadores como David Ospina, Dorlan Pabón, Juan Fernando Quintero, entre otros.

### Selecciones Colombia
En 2010 es contratado por la Federación Colombiana de Fútbol para ser asistente técnico de Harold Rivera en el Sudamericano sub-15 de 2011, posteriormente es asistente técnico de Carlos 'Piscis' Restrepo en la selección masculina Sub-20 durante los Sudamericanos de 2013 y 2015, llegando en este último a la Copa Mundial Sub-20 de Nueva Zelanda.

### Medellín Formas Íntimas
En la Liga Femenina de Colombia dirigió al Independiente Medellín Formas Íntimas entre 2019 y 2021, alcanzando como máximo logro el subcampeonato en la temporada 2019 y la clasificación a la Copa Libertadores Femenina 2020.

### Segunda etapa en Selecciones Colombia: Femenina Sub-17 y Sub-20
El 3 de diciembre de 2021 pasó a dirigir las selecciones Femenina Sub-17 y Femenina Sub-20 de Colombia, pudo recoger el proceso del técnico Nelson Abadía para la clasificación de ambos equipos a los Mundiales de India 2022 y Costa Rica 2022, respectivamente.

## Clubes
Como jugador
| Club                   | País     | Año       |
| ---------------------- | -------- | --------- |
| Independiente Medellín | Colombia | 1985-1986 |

Como entrenador
| Club                      | País     | Año           |
| ------------------------- | -------- | ------------- |
| Itagüí F. C.              | Colombia | 1999          |
| Atlético Bucaramanga      | Colombia | 2000          |
| DIM Formas Íntimas        | Colombia | 2019-2021     |
| Selección femenina sub-17 | Colombia | 2021-presente |
| Selección femenina sub-20 | Colombia | 2021-presente |

## Participaciones en Mundiales
| Copa                | Selección                 | Sede                 | Resultado        |
| ------------------- | ------------------------- | -------------------- | ---------------- |
| Mundial sub-20 2022 | Selección femenina sub-20 | Costa Rica           | Cuartos de final |
| Mundial sub-17 2022 | Selección femenina sub-17 | India                | Subcampeón       |
| Mundial sub-20 2024 | Selección femenina sub-20 | Colombia             | Cuartos de final |
| Mundial sub-17 2024 | Selección femenina sub-17 | República Dominicana | Fase de grupos   |